# Smolohovîțea, Irșava
Smolohovîțea (în ucraineană Смологовиця) este un sat în comuna Ciornîi Potik din raionul Irșava, regiunea Transcarpatia, Ucraina.

## Demografie
Componența lingvistică a localității Smolohovîțea
     Ucraineană (99,46%)
     Alte limbi (0,54%)
Conform recensământului din 2001, majoritatea populației localității Smolohovîțea era vorbitoare de ucraineană (99,46%), existând în minoritate și vorbitori de alte limbi.